# 風間啓吉
風間 啓吉（かざま けいきち、1907年5月15日 - 1987年7月18日）は、日本の政治家。衆議院議員（1期）。

## 経歴
東京都出身。中央大学独法科に学ぶ。法律事務所に勤務し、江東明照社会館事務主任、伝谷鉄工所顧問、明治神宮昭和会理事、日本健全紙芝居協会理事長、日本健牛協会理事長となる。
1949年の第24回衆議院議員総選挙では新潟1区から民主自由党公認で立候補して当選した。衆議院議員を1期務め、1952年の第25回衆議院議員総選挙には立候補しなかった。1987年死去。